# Kim Joo-ri
Kim Joo-ri (김주리; Seul, 21 maggio 1988) è una modella sudcoreana, eletta nel Miss Corea 2009.
In precedenza aveva anche vinto il titolo di Miss Seul 2009.
In seguito ha rappresentato la Corea in occasione del concorso di bellezza Miss Mondo 2009, dove oltre a classificarsi fra le prime sedici classificate, ha vinto il titolo di Regina continentale di Asia e Pacifico. La prestazione di Kim Joo-ri ha segnato la migliore ultima prestazione della Corea a Miss Mondo.
Il 23 agosto 2010 ha partecipato anche a Miss Universo 2010 a Las Vegas, dove però non è riuscita a piazzarsi.